# Francisco Meza
Francisco Meza (Barranquilla, Atlántico, Colombia; 29 de agosto de 1991) es un futbolista colombiano que juega de defensa central y actualmente se encuentra en el Deportivo Cali de la Categoría Primera A de Colombia

## Trayectoria

### Inicios
Francisco Javier Meza Palma pudo terminar siendo boxeador antes que futbolista, su padre Omar Meza, pugilista en su juventud, lo llevaba por el camino de guantes, peras y protectores. Francisco, bien pequeño, acompañaba a su padre a los entrenamientos de boxeo en Barranquilla, su ciudad natal, pero luego supo que su destino iba a ser el fútbol. 
A los doce años ingresó en la escuela 'Niño Unidos', y allí comenzó a labrar un camino con el que olvidó los guantes y empezó a pensar las 24 horas en el fútbol. Además, fue allí, en esa academia  de 'Tiburones' y en Real Caribe donde supo que su posición en el campo iba a ser la de defensa central y delantero. Llegó a Santa Fe en el año 2009 y la temporada siguiente actuó algunos partidos con el equipo filial del conjunto cardenal en la segunda categoría del fútbol profesional colombiano que se llamaba Atlético Juventud. 

### Independiente Santa Fe
Tras varios años en las inferiores de Santa Fe, Francisco Meza debutó a la edad de 19 años bajo de la mano del técnico Arturo Boyacá el 16 de abril de 2011, en el Metropolitano de Techo contra Cúcuta Deportivo donde reemplazó a Jhonnier González 10 minutos después del pitazo inicial. Con mucho talento y sacrificio supo abrirse un espacio como líder de la defensa de Santa Fe. A pesar de su juventud Meza tenía mucho liderazgo, y además le daba buena salida al equipo y era un elemento fuerte para el juego aéreo cardenal tanto defensivo como ofensivo.
En su primer año como profesional jugó más de 30 partidos, en los que tuvo buenas actuaciones, y poco a poco se fue convirtiendo en un de los referentes del equipo cardenal. Ese año tuvo buenos partidos tanto en liga, como en la Copa Sudamericana, donde Santa Fe llegó a los cuadrangulares y a los cuartos de final respectivamente.  
En el 2012, Meza siguió siendo titular en la zaga santafereña, cumpliendo muy buenas actuaciones. Además de eso, durante el apertura del 2012, Meza hizo su primer gol como profesional el 26 de febrero de 2012 en un partido válido por la liga ante el Deportes Quindío. Tras un semestre lleno de grandes actuaciones, Meza lo cerró de la mejor manera al conseguir el título del Torneo Apertura, donde bajo el mando del profesor Wilson Gutiérrez, acabaron con la sequía de 36 años y medio sin títulos de liga para el equipo cardenal. 
Para la temporada 2013 seguiría siendo un jugador indispensable el profesor Wilson Gutiérrez. Inamovible para el incluso por encima de experimentados como Germán Centurión y Humberto Mendoza. Ese año ganó la superliga con su equipo contra Millonarios, y Meza fue uno de los jugadores más destacados. En ese mismo año, disputó su primera Copa Libertadores y su segundo torneo internacional, luego de la Copa Sudamericana 2011; en este torneo se supo destacar, y ayudó de buena forma para que el club accediera hasta la semifinal. Disputó todos los partidos con el conjunto cardenal e incluso anotó su primer gol en un torneo internacional, en el partido de ida válido por los cuartos de final ante Real Garcilaso en la ciudad de Cuzco, el 22 de mayo de 2013, abriendo la senda de la victoria de aquel partido que terminaría ganando Santa Fe por 3-1 y en el global por 5-1, y que serviría para acceder a las semifinales dónde caerían eliminados ante Olimpia de Paraguay, pero sellando una gran participación luego de muchos años de ausencia de la máxima competición de clubes a nivel sudamericano. Además tuvo destacadas actuaciones en la liga colombiana, en donde fue fundamental para que Santa Fe llegara a la final de esta. En el 2013, Meza fue el jugador con más partidos jugados en la escuadra cardenal con la suma de 58 partidos. Para el final del año Meza ya era uno de los defensores más destacados de la Liga Colombiana.
En 2014 Meza tendría un gran año, teniendo buenas actuaciones en la liga, y siendo el referente de la defensa de Santa Fe. También fue fundamental para que Santa Fe consiguiera la octava estrella en el Torneo Finalización 2014. Además, "Pacho" marcó un gol para que Santa Fe ganara la final de ida contra el Independiente Medellín; lo que ayudó a que el equipo cardenal se consagrara como campeón.
En el 2015, Meza gana su segunda superliga, al derrotar al Atlético Nacional. En ese año bajo el mando de Gustavo Costas, Santa Fe llegó a los cuartos de final de la Copa Libertadores, siendo Meza uno de los jugadores más destacados del equipo de la ciudad de Bogotá. Sus buenas actuaciones se ven recompensadas cuándo José Pékerman lo llama para integrar a los 30 preseleccionados de la Selección Colombia para la Copa América 2015. El 12 de mayo de 2015 hace su primer gol por Copa Libertadores respondiendo al llamado de José Pékerman y ayudando a la clasificación de su equipo a los cuartos de final ganando 2-0 y eliminando a Estudiantes por un global de 3-2. La próxima semana fue incluido en la lista de los 30 preseleccionados por Pékerman para la Copa América 2015. Al final no quedó en la convocatoria final de los 23 seleccionados para ir al torneo en Chile. En el segundo semestre, con la llegada de Gerardo Pelusso, Meza retoma su mejor nivel; llegando al nivel más alto durante su carrera deportiva, cuando junto a Yerry Mina conformarían una de las mejores zagas de defensas centrales en Sudamérica. Tras grandes partidos memorables, el 9 de diciembre de 2015 se consagra campeón de la Copa Sudamericana con Meza como figura y líder. De esta manera Francisco Javier Meza terminó de gran manera su etapa en Independiente Santa Fe, donde se convirtió en ídolo de la hinchada, y en líder y referente del primer campeón del fútbol colombiano.

### Pumas UNAM
A finales del 2015 es fichado por los Tigres UANL y de igual manera es cedido sin opción a compra a los Pumas de la UNAM para que dispute el torneo clausura y pueda acoplarse al fútbol mexicano lo más rápido posible, para así pueda jugar con los Tigres y hacerse con un espacio en la plantilla. Su debut sería el 21 de febrero en el empate a un gol frente al Santos Laguna. Sin embargo, al estar jugando un partido con la reserva del equipo universitario, tuvo una lesión que lo alejó por más de 4 meses de los terrenos de juego.

### Tigres UANL
El 8 de junio de 2016 se oficializa la incorporación de Meza al conjunto de los Tigres UANL para encarar el torneo Apertura 2016 mexicano. Debutaría el 17 de febrero de 2017 en la victoria 3 a 0 como visitantes contra Veracruz jugando los últimos tres minutos finales, jugando después de seis meses de recuperación por lesión. El 8 de abril marca su primer gol en el empate a un gol como visitantes contra el Necaxa. El 10 de diciembre marca el gol con el que Tigres venció de visitante a su archirrival CF Monterrey 2 por 1 en la final y con ese gol se coronarían campeones del Apertura 2017.
El 21 de febrero de 2018 marca su primer gol en la CONCACAF Champions League 2018 en el empate a dos goles como visitantes contra CS Herediano. Meza se lesionó durante el partido. El club Tigres confirmaría que se rompió los ligamentos cruzados de la pierna derecha, donde estará fuera de las canchas cerca de siete meses.

### Deportivo Cali
El 20 de diciembre del 2023 se confirma como nuevo refuerzo del Deportivo Cali con vistas para las competencias del 2024

## Selección nacional
Es convocado por primera vez a la Selección Colombia de mayores el 11 de mayo de 2015 por el director técnico José Néstor Pékerman como uno de los 30 preseleccionados para la Copa América 2015. No hizo parte de los 23 final para ir al torneo. También fue convocado para las Eliminatorias del Mundial 2018, apareciendo cuatro veces en la banca, pero no pudo hacer su debut oficial en ninguno de los partidos.

### Participaciones enEliminatorias al Mundial
| Eliminatoria                        | Sede del Mundial | Posición      | Resultado   | PJ                                | GA | Asis |
| ----------------------------------- | ---------------- | ------------- | ----------- | --------------------------------- | -- | ---- |
| Eliminatorias Mundial de Rusia 2018 | Rusia            | 4°lugar 27pts | Clasificado | 0 (4 convocatorias como suplente) | 0  | 0    |

## Clubes
| Club                 | País     | Año           |
| -------------------- | -------- | ------------- |
| Santa Fe             | Colombia | 2011-2015     |
| Pumas UNAM           | México   | 2016          |
| Tigres UANL          | México   | 2016-2021     |
| Santa Fe             | Colombia | 2022          |
| Atlético Bucaramanga | Colombia | 2022-2023     |
| Deportivo Cali       | Colombia | 2024-presente |

## Estadísticas
| Club                 | Temporada           | Liga  | Liga  | Copa Nacional | Copa Nacional | Copa Internacional | Copa Internacional | Total | Total | Prom. · |
| Club                 | Temporada           | Part. | Goles | Part.         | Goles         | Part.              | Goles              | Part. | Goles | Prom. · |
| -------------------- | ------------------- | ----- | ----- | ------------- | ------------- | ------------------ | ------------------ | ----- | ----- | ------- |
| Santa Fe · Colombia  | 2011                | 25    | 0     | 7             | 0             | 8                  | 0                  | 40    | 0     | 0,00    |
| Santa Fe · Colombia  | 2012                | 41    | 1     | 5             | 0             | 0                  | 0                  | 46    | 1     | 0,02    |
| Santa Fe · Colombia  | 2013                | 42    | 2     | 4             | 0             | 12                 | 1                  | 58    | 3     | 0,05    |
| Santa Fe · Colombia  | 2014                | 38    | 3     | 9             | 0             | 7                  | 0                  | 54    | 1     | 0,01    |
| Santa Fe · Colombia  | 2015                | 26    | 4     | 6             | 0             | 22                 | 2                  | 54    | 6     | 0,11    |
| Santa Fe · Colombia  | Total               | 172   | 8     | 31            | 0             | 49                 | 3                  | 252   | 11    | 0,04    |
| Pumas UNAM · México  | 2016                | 1     | 0     | 0             | 0             | 1                  | 0                  | 2     | 0     | 0,00    |
| Pumas UNAM · México  | Total               | 1     | 0     | 0             | 0             | 1                  | 0                  | 2     | 0     | 0,00    |
| Tigres UANL · México | 2016-17             | 10    | 1     | 0             | 0             | 3                  | 0                  | 13    | 1     | 0,10    |
| Tigres UANL · México | 2017-18             | 14    | 1     | 2             | 0             | 1                  | 1                  | 17    | 2     | 0,11    |
| Tigres UANL · México | 2018-19             | 20    | 0     | 0             | 0             | 5                  | 0                  | 25    | 0     | 0,0     |
| Tigres UANL · México | Total               | 44    | 2     | 2             | 0             | 9                  | 1                  | 55    | 3     | 0,10    |
| Total en su carrera  | Total en su carrera | 217   | 10    | 33            | 0             | 59                 | 3                  | 309   | 14    | 0,04    |

## Palmarés

### Títulos nacionales
| Título               | Club        | País     | Año     |
| -------------------- | ----------- | -------- | ------- |
| Categoría Primera A  | Santa Fe    | Colombia | 2012-I  |
| Superliga            | Santa Fe    | Colombia | 2013    |
| Categoría Primera A  | Santa Fe    | Colombia | 2014-II |
| Superliga            | Santa Fe    | Colombia | 2015    |
| Campeón de Campeones | Tigres UANL | México   | 2016    |
| Liga MX              | Tigres UANL | México   | 2016    |
| Campeón de Campeones | Tigres UANL | México   | 2017    |
| Liga MX              | Tigres UANL | México   | 2017    |
| Campeón de Campeones | Tigres UANL | México   | 2018    |
| Liga MX              | Tigres UANL | México   | 2019    |

### Títulos internacionales
| Título                           | Club        | Sede    | Año  |
| -------------------------------- | ----------- | ------- | ---- |
| Copa Sudamericana                | Santa Fe    | Bogotá  | 2015 |
| Liga de Campeones de la Concacaf | Tigres UANL | Orlando | 2020 |

### Distinciones individuales
| Distinción                                     | Año  |
| ---------------------------------------------- | ---- |
| Parte del Equipo Ideal de la Copa Libertadores | 2015 |
| Parte del Equipo Ideal de la Copa Sudamericana | 2015 |
| Parte del Equipo Ideal de la Primera A         | 2015 |